# Semaeopus tertullus
Semaeopus tertullus là một loài bướm đêm trong họ Geometridae.